# Piazza Castello (Ferrara)
Piazza Castello, che viene anche chiamata piazzetta del Castello, è un'importante opera architettonica di Ferrara, posta nel centro cittadino e nata attorno al XV secolo dopo la costruzione del castello Estense.

## Storia
Dopo l'ampliamento della rete viaria cittadina, avvenuta a partire dal XII secolo in seguito allo spostamento del centro del potere politico e religioso più a nord (ampliando la primitiva città lineare compresa tra il castel Tedaldo e il castello dei Curtensi) e l'edificazione della nuova cattedrale di San Giorgio e del palazzo comunale, si arrivò verso la fine del XIV secolo alla costruzione del castello Estense. La nascita della fortezza determinò, nelle aree vicine, l'abbattimento di antiche costruzioni ed anche di una chiesa, quella di San Giuliano, che venne in seguito ricostruita su un sito diverso.

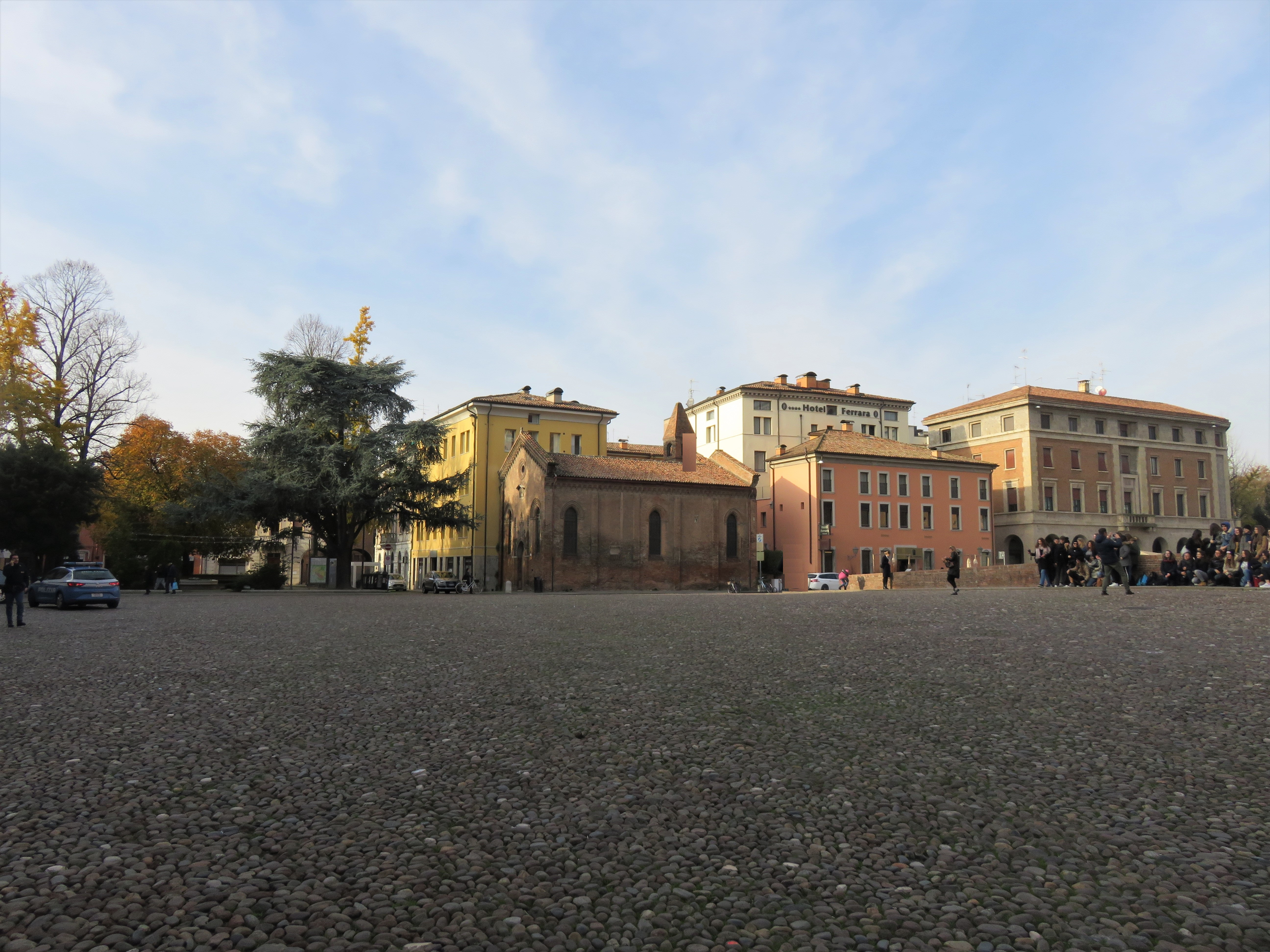
Piazza Castello con la chiesa di San Giuliano. Visibile il tipico acciottolato.

A lungo l'area venne utilizzata come cortile ducale, il Cortil Grande, per i cani e i cavalli dei nobili della corte estense, inoltre come luogo di deposito sia per il legname per il riscaldamento e per le cucine sia per conservare le riserve alimentari ed anche con spazi per la loro preparazione.
Un atto di nascita della piazza deve essere ricercato nei lavori realizzati tra il 1471 ed il 1474, con Ercole I d'Este, quando l'intera spianata venne selciata con pietre e mattoni quindi risanata come spazio cittadino per la vendita di generi alimentari e animali di allevamento come polli, maiali e cavalli. I rifiuti ed il letame sparsi quasi ovunque tuttavia rimasero, poiché erano anche causati dalla presenza della stalle del duca.
Durante il periodo della legazione pontificia, dopo la devoluzione di Ferrara del 1598, il rivellino a sud del castello Estense divenne l'accesso principale alla struttura militare controllato dalla guardia svizzera pontificia con una garitta per le sentinelle che rimase sino alla metà circa del XIX secolo. La piazza divenne quindi anche un luogo importante per il passaggio delle personalità politiche dirette nel centro del potere della città.

### Origini del nome
Fu:

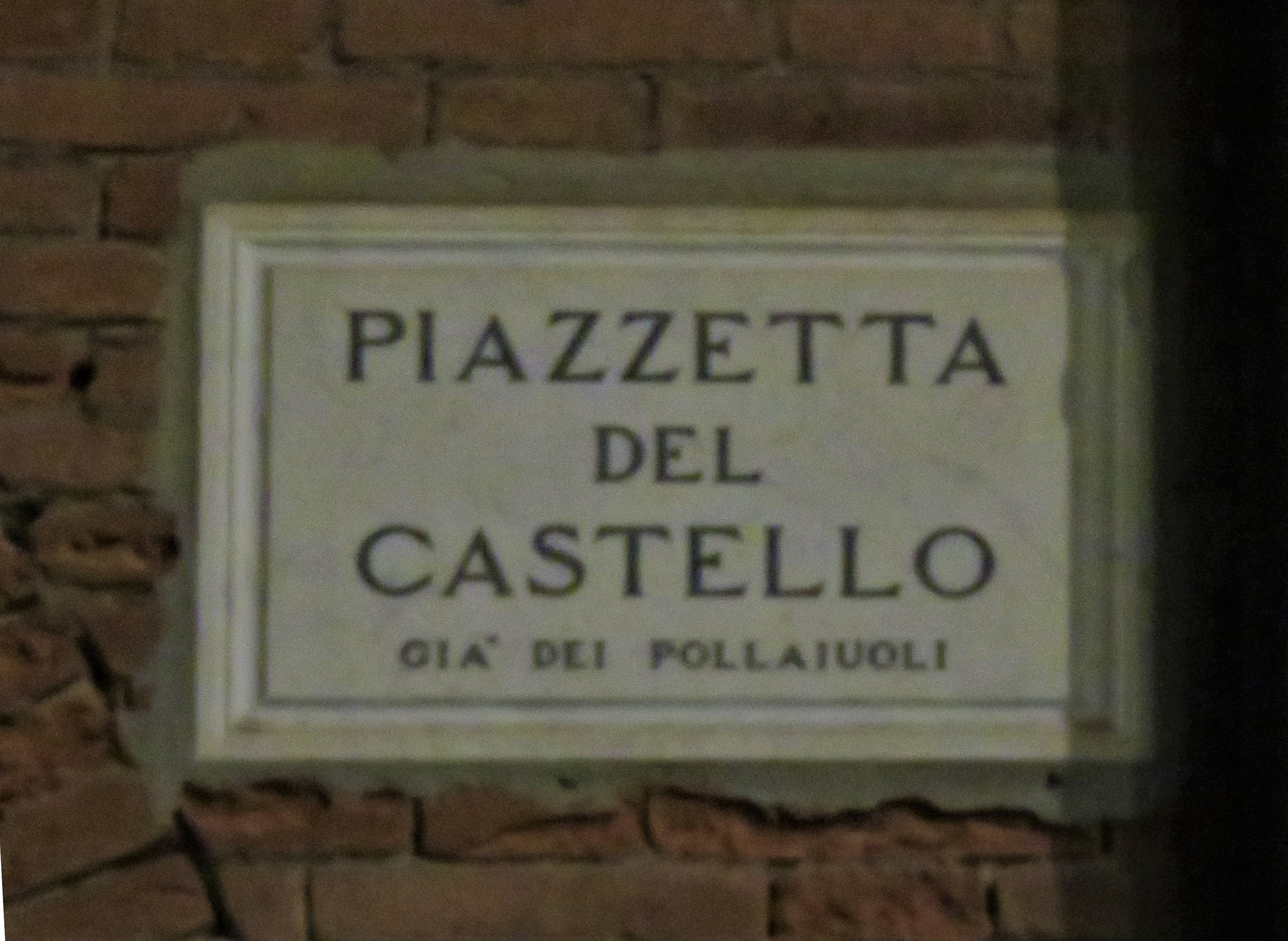
Targa di piazzetta Castello

- piazzetta delle Ortolane, piazza della Pescaria Nuova e piazza della Beccaria Vecchia attorno al XVI e al XVII secolo.
- piazza Cibo, dal nome del cardinale legato di Ferrara Alderano Cybo.
- piazza dei Pollaiuoli tra il  XVIII secolo e parte del secolo successivo. Il commercio in quel periodo fu in particolare legato ai polli ed alle uova sino a quando questo non venne spostato nella zona di piazza Travaglio, attorno al 1911.
- piazzetta del Castello dalla metà del XIX secolo, per il suo stretto legame con l'adiacente castello Estense.

## Descrizione
La piazza è un ampio spazio a quadrilatero compreso tra la mole del castello Estense, la struttura della via Coperta, l'edificio che appartiene all'antico palazzo ducale (che racchiude a nord il giardino delle Duchesse) e la piazzetta della Repubblica.
Dopo un primo periodo nel quale non fu lastricata a partire dalla fine del XV secolo venne pavimentata con mattoni particolarmente resistenti e poi, dalla metà del XVII secolo al loro posto vennero utilizzati ciottoli, come in altre piazze e strade importanti, come ad esempio corso Ercole I d'Este, e da quel momento la situazione non è mutata.

## Utilizzo
L'area è sede di varie manifestazioni, tra le quali l'appuntamento musicale di Ferrara Sotto le Stelle e gli spettacoli legati alle festività di fine anno.

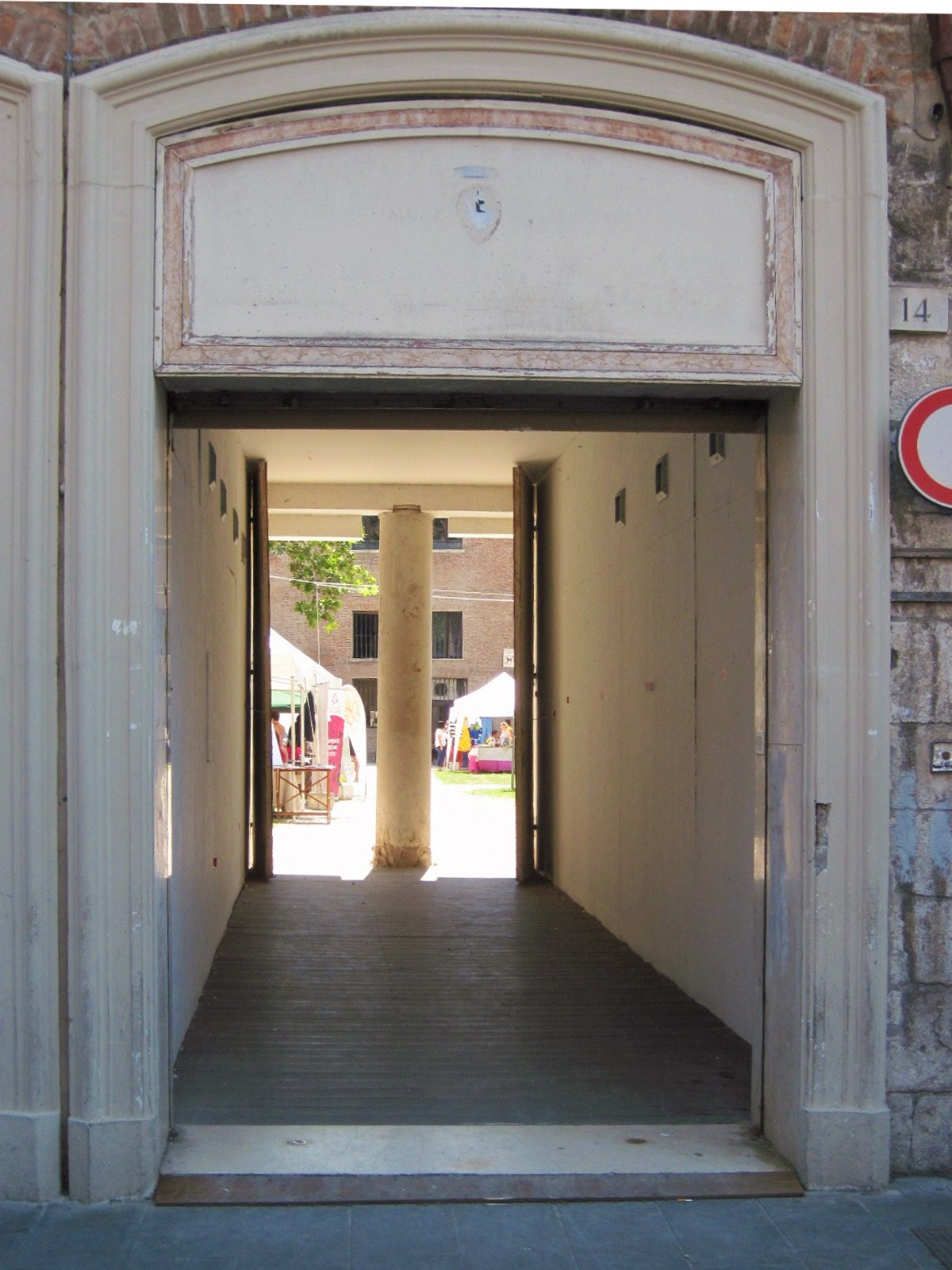
Accesso dalla piazza al giardino delle Duchesse.

## Punti d'interesse
- La colubrina doppia sforzata, chiamata la Regina, opera del fonditore di corte Annibale Borgognoni per Ercole II d'Este, andò distrutta a Modena dopo che gli Este persero il ducato di Ferrara. Quella nella piazza è una copia molto curata e realistica donata alla cittadinanza negli anni ottanta dall'Unione Industriali di Ferrara.
- Nell'edificio che nei piani superiori è sede comunale è presente l'accesso, aperto solo in alcuni momenti dell'anno, al giardino delle Duchesse.[2]
- La via Coperta, caratterizzata da cinque arcate e che unisce l'ala nord dell'edificio del palazzo Municipale con il Castello Estense, divide la piazza Castello dalla vicina piazza Savonarola. Anticamente era impreziosita dai Camerini d'alabastro, ricchi di opere d'arte e usati come studiolo da Alfonso I d'Este.